# João Neves
Pour les articles homonymes, voir Neves.
João Pedro Gonçalves Neves, dit João Neves, né le 27 septembre 2004 à Tavira au Portugal, est un footballeur international portugais qui joue au poste de milieu de terrain au Paris Saint-Germain.

## Biographie

### En club

#### Débuts et formation au Benfica Lisbonne (2016-2022)
Né à Tavira au Portugal, João Neves est formé au SL Benfica et signe son premier contrat professionnel le 11 décembre 2020,.
Il fait partie de l'équipe qui remporte l'UEFA Youth League contre le Red Bull Salzbourg le 25 avril 2022.

#### Avec l'équipe première du Benfica Lisbonne (2022-2024)
Le 21 décembre 2022, Neves signe un nouveau contrat avec Benfica, le liant au club jusqu'en juin 2028.
Ce même mois, il est intégré à l'équipe première par l'entraîneur Roger Schmidt, qui lui donne sa chance en lui faisant jouer son premier match le 30 décembre 2022, à l'occasion d'une rencontre de championnat contre le SC Braga. Il entre en jeu à la place de Gonçalo Ramos lors de ce match perdu par son équipe (3-0 score final),.
João Neves fait sa première apparition en Ligue des champions le 15 février 2023, en entrant en jeu à la place de João Mário face au Club Bruges KV (victoire 0-2 de Benfica). Le 21 mai 2023, Neves inscrit son premier but en professionnel, lors d'une rencontre de championnat face au Sporting CP. Titulaire, il marque le but égalisateur de son équipe dans les derniers instants du match (2-2 score final).
Il fait notamment parti des finalistes du Golden Boy 2023.

#### Paris Saint-Germain (depuis 2024)

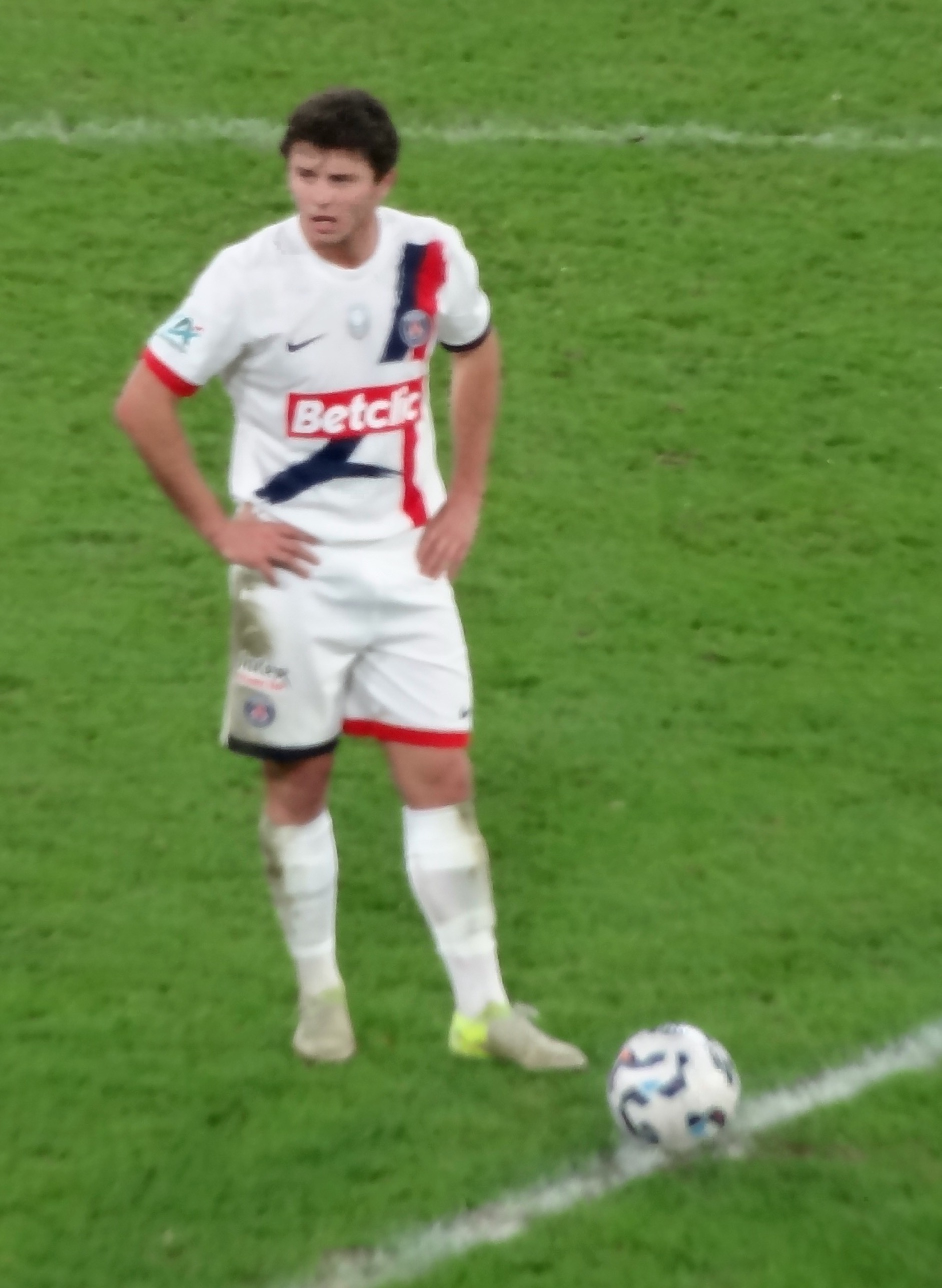
João Neves avec le PSG en Coupe de France (2024).

Le 5 août 2024, il s'engage pour cinq saisons avec le Paris Saint-Germain. Il est recruté pour un montant de 50 millions d'euros, auquel s'ajoute un bonus de 10 millions d'euros.
Le 27 octobre 2024, il inscrit son premier but sous le maillot parisien à l'occasion de la victoire lors du classique (0-3).
À la mi-saison, il est le meilleur passeur du championnat, avec 6 passes décisives.
Le 22 janvier 2025 à l'occasion de la septième journée de Ligue des champions, il est élu homme du match après une prestation distinguée face à Manchester City (victoire 4-2), où il inscrira notamment son premier but avec le maillot parisien dans cette compétition.

### En sélection

#### Avec les jeunes (2019-2023)
João Neves représente l'équipe du Portugal des moins de 19 ans. Il joue son premier match avec cette sélection le 3 septembre 2021 contre la Belgique (défaite 0-2 des Portugais score final).
Neves inscrit son premier but avec cette sélection le 9 octobre 2021 contre l'Allemagne mais ne peut empêcher la défaite des siens (1-2 score final).

#### Avec les A (2023-)
Le 6 octobre 2023, il est convoqué pour la première fois avec l'équipe A et dispute son premier match quelques jours plus tard face à la Bosnie-Herzégovine dans le cadre des éliminatoires de l'Euro 2024.
En mai 2024, il fait partie de la liste des 26 joueurs convoqués par Roberto Martinez pour disputer l'Euro 2024.

## Style de jeu
João Neves est un joueur, qui, malgré son jeune âge, est connu pour sa qualité technique de tir ainsi que sa qualité de passe (avant la trêve hivernale, lors de la saison 2024/2025, il est le meilleur passeur du championnat Ligue 1 avec 6 réalisations),.

## Statistiques
| Saison                | Club                  | Championnat           | Championnat | Championnat | Championnat | Coupe nationale | Coupe nationale | Coupe nationale | Coupe de la Ligue | Coupe de la Ligue | Coupe de la Ligue | Supercoupe | Supercoupe | Supercoupe | Compétition(s) continentale(s) | Compétition(s) continentale(s) | Compétition(s) continentale(s) | Compétition(s) continentale(s) | Coupe du monde des clubs | Coupe du monde des clubs | Coupe du monde des clubs | Total | Total | Total |
| Saison                | Club                  | Division              | M.          | B.          | P.d.        | M.              | B.              | P.d.            | M.                | B.                | P.d.              | M.         | B.         | P.d.       | Comp.                          | M.                             | B.                             | P.d.                           | M.                       | B.                       | P.d.                     | M.    | B.    | P.d.  |
| 2022-2023             | Benfica Lisbonne      | Liga Portugal         | 17          | 1           | 0           | -               | -               | -               | -                 | -                 | -                 | -          | -          | -          | C1                             | 3                              | 0                              | 1                              | -                        | -                        | -                        | 20    | 1     | 1     |
| 2023-2024             | Benfica Lisbonne      | Liga Portugal         | 33          | 3           | 1           | 6               | 0               | 0               | 3                 | 0                 | 0                 | 1          | 0          | 0          | C1+C3                          | 6+6                            | 0                              | 0                              | -                        | -                        | -                        | 55    | 3     | 1     |
| Sous-total            | Sous-total            | Sous-total            | 50          | 4           | 1           | 6               | 0               | 0               | 3                 | 0                 | 0                 | 1          | 0          | 0          | -                              | 15                             | 0                              | 1                              | -                        | -                        | -                        | 75    | 4     | 2     |
| 2024-2025             | Paris Saint-Germain   | Ligue 1               | 29          | 3           | 7           | 5               | 1               | 0               | -                 | -                 | -                 | 1          | 0          | 0          | C1                             | 17                             | 1                              | 1                              | 7                        | 2                        | 1                        | 59    | 7     | 9     |
| Total sur la carrière | Total sur la carrière | Total sur la carrière | 79          | 7           | 8           | 11              | 1               | 0               | 3                 | 0                 | 0                 | 2          | 0          | 0          | -                              | 32                             | 1                              | 2                              | 7                        | 2                        | 1                        | 134   | 11    | 11    |

### En sélection nationale
| Saison                | Sélection             | Phases finales        | Phases finales | Phases finales | Phases finales | Éliminatoires | Éliminatoires | Éliminatoires | Ligue des nations | Ligue des nations | Ligue des nations | Matchs amicaux | Matchs amicaux | Matchs amicaux | Total | Total | Total |
| Saison                | Sélection             | Compétition           | M              | B              | Pd             | M             | B             | Pd            | M                 | B                 | Pd                | M              | B              | Pd             | M     | B     | Pd    |
| --------------------- | --------------------- | --------------------- | -------------- | -------------- | -------------- | ------------- | ------------- | ------------- | ----------------- | ----------------- | ----------------- | -------------- | -------------- | -------------- | ----- | ----- | ----- |
| 2023-2024             | Portugal              | Euro 2024             | 2              | 0              | 0              | 3             | 0             | 0             | -                 | -                 | -                 | 4              | 0              | 0              | 9     | 0     | 0     |
| 2024-2025             | Portugal              | -                     | -              | -              | -              | 2             | 0             | 0             | 5                 | 0                 | 0                 | -              | -              | -              | 7     | 0     | 0     |
| Total sur la carrière | Total sur la carrière | Total sur la carrière | 2              | 0              | 0              | 3             | 0             | 0             | 5                 | 0                 | 0                 | 4              | 0              | 0              | 14    | 0     | 0     |

## Palmarès
| SL Benfica (2)                                                                                                 | Paris Saint-Germain (4) | Portugal (1)                             |
| --- | --- | ---------------------------------------- |
| - Championnat du Portugal - Champion : 2023 - Vice-champion : 2024 - Supercoupe du Portugal - Vainqueur : 2023 | - Ligue des champions - Vainqueur : 2025 - Championnat de France - Champion : 2025 - Coupe de France - Vainqueur : 2025 - Trophée des Champions - Vainqueur : 2024 - Coupe du monde des clubs : - Finaliste en 2025 | - Ligue des Nations : - Vainqueur : 2025 |